# Zalai Béla
Zalai Béla (Debrecen, 1882. augusztus 30. – Omszki hadifogolytábor, 1915. február 2.) magyar filozófus, tanár, akit Lukács György az egyetlen eredeti magyar gondolkodónak tartott. Felsőfokú tanulmányainak befejeztével gimnáziumi tanárként működött. Filozófia-elméletének részletes kifejtésében korai halála akadályozta meg. 1984-ben közreadták fennmaradt munkáit.
...az idők távolából mégis fölhangzik egy életigenlő kacagás, Zalai Béláé. – Königin, das Leben ist doch so schön – Schiller szavait harsogta.

## Élete
A debreceni református főgimnáziumba járt, ahol kiváló eredménnyel tanult, osztálytársa és egyben későbbi jó barátja Oláh Gábor volt. 1900-ban érettségizett. Matematika-fizika-filozófia szakos tanulmányokat végzett, 1900-tól 1906-ig a kolozsvári, párizsi, valamint a budapesti egyetemen, és tanára volt Kolozsváron Böhm Károly, Budapesten Alexander Bernát mellett Lipcsében Wilhelm Wundt és Párizsban Pierre Janet is. Részt vett a Négyesy-féle szemináriumon, és járt az Egyetemi Kör előadóestjeire, illetve egyike volt a Schmitt Jenő Henrik köré csoportosuló diákoknak. 1906-ban tett filozófiai doktorátust, a bölcsészettudományi szigorlatot kitüntetéssel téve le. Doktori disszertációja: A közvetlen tapasztalás összefüggés-rendszere. Értekezése William James (valamint főként Meinong és Wundt) tanaira épül, James öt alapelve közül azonban kettőt is korrigál, s kétféle „viszony-rojt”-ot is megkülönböztet, formálisát és amorfat: a tudatfolyam centrális gondolata helyett szintén szerencsésebb az ő „orgonapont” metaforája.
Tanulmányainak elvégzését követően Budapesten a IX. kerületi községi polgári fiúiskola tanára volt, később a IX. kerületi Mester utcai felsőkereskedelmi iskolában oktatott.
1911-ben munkatársa volt a Fülep Lajos és Lukács György szerkesztette A Szellem című rövid életű folyóiratnak, írásai emellett megjelentek az Athenaeumban is. 1912-ben megtagadták habilitációját, valószínűleg emiatt kezdett német nyelven publikálni. Egyik központi alakja volt a BEMBE-nek nevezett filozófiai asztaltársaságnak, amelyhez Mannheim, Lukács és Fogarasi mellett Szilasi Vilmos, Antal Frigyes, Dienes Pál és Kozma Lajos is tartozott. Az első világháború során, zászlósi rangban vonult be, filozófiai írásai Lukács Györgyre bízta. 1914 decemberében hadifogságba került, ahol 1915. február 2-án tífuszban elhunyt,  hamvai Szibériában nyugszanak. 1921-ben holttá nyilvánították.

### Családja
Zalai Márk tanár és Bassó Laura fiaként született, vallása református. 1905. október 12-én Budapesten feleségül vette a nála egy évvel fiatalabb, aradi születésű, izraelita vallású Neumann Elza irodalomtörténészt, Neumann Lipót és Weisz Regina lányát. Az egyik tanú Szende Pál volt. Felesége 1908-ban elhunyt. Második felesége Máté Olga fényképész volt, akit 1912. augusztus 28-án Budapesten, a IX. kerületben vett el. Első házasságából két gyermeke született: Ágnes és Zoltán (1907–1986), Zoltán keresztanyja Ritoók Emma volt. Sógora Kőrös Endre volt.

### Munkássága
Filozófusként elsősorban ismeretelmélettel, illetve a filozófiai rendszerezés problémáival foglalkozott. Kezdetben a lélektani, illetve logikai szféra közötti kapcsolatot vizsgálta, ezután fordult a tárgyelmélet, majd a tárgyiságformák rendszerezésének elmélete felé. „A rendszerek általános elméletét kutatva a megismerés reális, tartalmi kereteit vonta meg. Azt javasolta, hogy a dolgokat mint problémákat vizsgáljuk, ne pusztán a diszciplínákat.” Figyelmét kezdettől fogva az összfolyamat ragadta meg, azaz az egyes elemek egymáshoz való viszonya és kapcsolódásuk a centrumhoz: a szintetikus egység keresése, a gondolatrendszerek összefüggése. Zalai szerint az emberi szellem építi fel a konstrukciót, mert számára magától értetődő, hogy egységben kell élnie. Az emberből magából indul ki a világ rendszerezése, más szóval: „Az ember alapvető tette a rendszerezés!" Ezt a gondolatot tette meg ismeretelmélete, etikája és logikája sarokpontjává. Ezt a központi gondolatot fejti ki a Közvetlen tapasztalás-összefüggés-rendszere (Doktori disszertáció, 1905), az Etikai rendszerezés (1910), a Das Problem der philosophischen Systematisation (1911), az Allgemeine Theorie der Systeme (1913-1914) című műveiben. „Nagy érdeme, hogy a philosophiai gondolkodás törvényeit, jogait és határait állapította meg.” Rendszerszemléletű filozófiáját - Gábor Éva filozófus irodalomtörténeti jegyzete szerint - a mai modern rendszerelmélet egyik legjelentősebb előzményének tekintik.
Barátai voltak: Lukács György filozófus, Babits Mihály, Oláh Gábor, Mannheim Károly, Kosztolányi Dezső és Juhász Gyula, közülük többek (Babits, Kosztolányi) verskritikusa is volt. Babits 1934-ben úgy nyilatkozott, hogy filozófiai érdeklődésének Zalai Béla volt a fő mozgatója. Pomogáts Béla szerint Babits poétikájában Zalai gondolatainak, nézeteinek kimutatható poétikai hatása van. Hatással volt Mannheim, Hauser Arnold és Fogarasi Béla filozófiájára is. Balázs Béla Isten tenyerén című regényének egyik alakját Zalairól mintázta.
Wildner Ödönnel együtt lefordította Émile Vandervelde A kollektivizmus és az ipar evoluciója c. művét. Emellett Jean Finot A fajok problémája c. könyvét is ő ültette át magyarra (1909). 1910-ben Alexander Bernát professzornak 60. születésnapjára tisztelői és tanítványai egy 50 tanulmányt tartalmazó emlékkönyvet állítottak össze „Dolgozatok a modern filozófia köréből” címmel, melynek az etikai rendszerezésről szóló fejezetét Zalai Béla írta. E mű mintegy összefoglaló  módon  igazolta  a  hazai  filozófiai  gondolkodás korszerűségét,  mutatta  be  ennek  változatait.
1982-ig kéziratban maradt a rendszerelmélet szempontjából egyik legjelentősebb műve, az Allgemeine Theorie der Systeme (A rendszerek általános elmélete), melyet először német nyelven, majd 1984-ben magyarul is kiadtak.
Zalai szerint „valódi metafizika csak akkor jön létre, ha a filozófus végső választ keres kínzó kérdésére, s ha ilyet nem talál, akkor valamilyen tetszőleges részmegoldást ruház fel az általános és igazi megoldás funkciójával és jogaival - más szóval: amikor szimbolikus megoldást teremt magának." Ilyenformán a megoldáskísérletek lényegüket tekintve kétrészre oszthatók: a kérdés metafizikájára és a válasz metafizikájára. Ezen előbbi a „szellem nyugtalan szereplőinek" válaszaiból származik. Egy kérdésre adott válasz ugyancsak kérdés, mely a következő lépés alapját képezi. „A válasz nélkül maradt kérdés ez, a magán- és magáértvaló kérdés, a kérdés mint metafizika." A válasz metafizikája a szimbolisták válaszait foglalja magába. Zalai szerint a szimbólumok csak egy tényleges válasz „rokonai", melyek előzetesen fellelt, magától adódó és nem választott alakzatok. A válasz metafizikájának jelentőségét abban látta, hogy „a bizonytalanság választ nyer, megnyugovásra lel, a maga szintjéről tehát egy másik síkra helyeződik át". Ez a rendszer-feletti rendszer.
Több évtizedes hallgatás után egy egészen más miliőben, egy egészen más, új filozófus generáció tesz kísérletet arra, hogy életre keltse Zalai struktúra- és rendszerelméletét. Idehaza a Lukács Archívum egyes kutatói, illetve Beöthy Ottó, ifj. Nagy Barna, Bacsó Béla és az amerikai Lee Congdon veszik újra kézbe Zalai magyar és németnyelvű munkáit, s igyekeznek átfogó képet nyújtani a századelő monumentális kísérletéről. Beöthy Ottó számba véve a teljes életművet, időrendi eligazítást ad, mikor születtek az egyes művek, és hogyan bontakozott ki bennünk a rendszerelméleti koncepció. Bacsó Béla válogatott kötetbe gyűjti össze a figyelemre méltó Zalai-írásokat, s ezzel lehetővé teszi, hogy folyamatosan olvasva a szövegeket, el lehessen mélyedni Zalai rendszerelméletében.

## Gondolatai
- ”Chamberlain mondja valahol, hogy minden tudomány annyit ér, amennyit egy más tudomány számára ér. – Én pedig azt mondom, hogy azért nem ér egy tudomány se semmit, mert mindenik egy másik számára ér csak valamit.”[45]
- ”Nem a szimbólum a fontos, hanem a szimbólum funkciója.”[46]

## Művei
- Metaphysik als symbolische Summation perseverierender Bedürfnisse (1905)[m 1]
- A közvetlen tapasztalás összefüggésrendszere (Bp., 1906)[47]
- Encomium Mortis (1907–1910 között)[48]
- Etikai rendszerezés (Bp., 1910)
- A realitás-fogalom typusairól. Ismeretelméleti tanulmány. (Bp., 1911)[49]
- A filozófiai rendszerezés problémája (Bp., 1911)[50]
- Untersuchungen zur Gegenstandstheorie (Archiv für syst. Philosophie, 1912. 12. sz.)
- Allgemeine Theorie der Systeme (1913-1914)
- A logika akarása (1914)